# クンティー
クンティー (梵: कुंती、IAST：Kunti) は、インドの叙事詩『マハーバーラタ』の登場人物。ヤドゥ族の王シューラの娘で、クル王パーンドゥの妃。カルナ、ユディシュティラ、ビーマ、アルジュナの母、ナクラ、サハデーヴァの育ての親。クンティーの名は、父シューラの叔父クンティボージャの養女となったことに由来する。
若い頃、ドゥルヴァーサス仙によって神々を呼び出すマントラを授かったクンティーは、好奇心から太陽神スーリヤを呼び出し、父と同じ輝く鎧を身に着けるという条件でスーリヤの子カルナを産んだが、カルナを捨ててクル王パーンドゥの妃となった。しかし、パーンドゥは呪いのために女性に近づくことができなかったため、クンティーは再び神々を呼び出して子供を産んだ。すなわち、ダルマ神からユディシュティラ、風神ヴァーユからビーマ、雷神インドラから大英雄アルジュナを産んだ。また、第2王妃マードリーのためにアシュヴィン双神を呼び出し、マードリーはナクラとサハデーヴァを産んだ。これらの子供たちはパーンダヴァと呼ばれる。パーンドゥが死んだとき、マードリーはサティーの慣習に従った。そのため、クンティーはナクラとサハデーヴァも自分の子として育てた。
後にパーンダヴァが森林に12年間追放されたときは、高齢のためにヴィドラのもとに残った。